# Панкецалистли

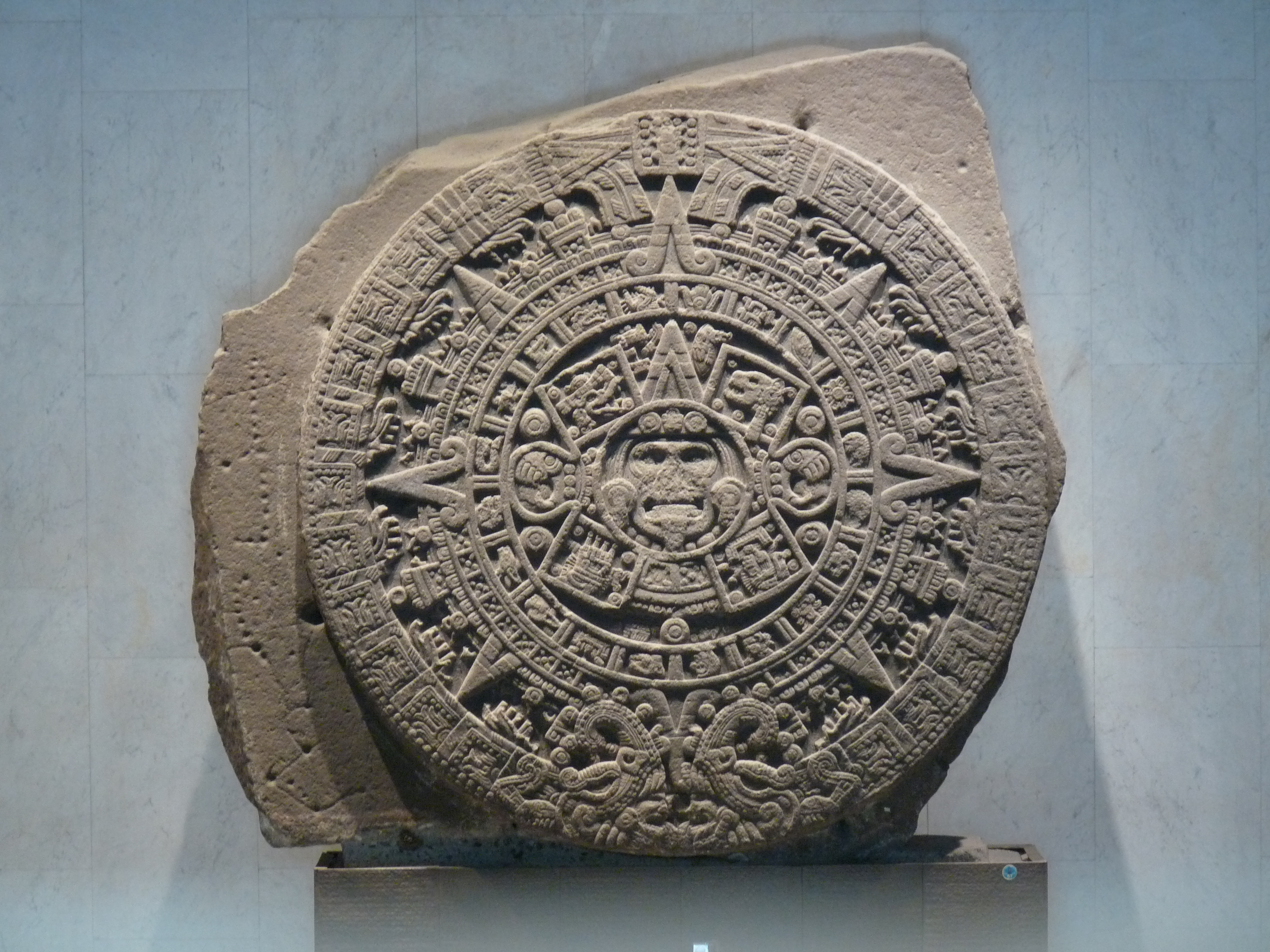
Монолит Камня Солнца, также называемый Календарём ацтеков (Национальный музей антропологии и истории, Мехико)

Панкецалистли (аст. Panquetzaliztli, в переводе: «Поднятие флагов») — пятнадцатый двадцатидневный месяц («вейнтена») ацтекского календаря шиупоуалли, длившийся примерно с 20 ноября по 9 декабря. Также название праздника, посвящённого богу Уицилопочтли, каждый год проводившегося в этом месяце.

## Календарь

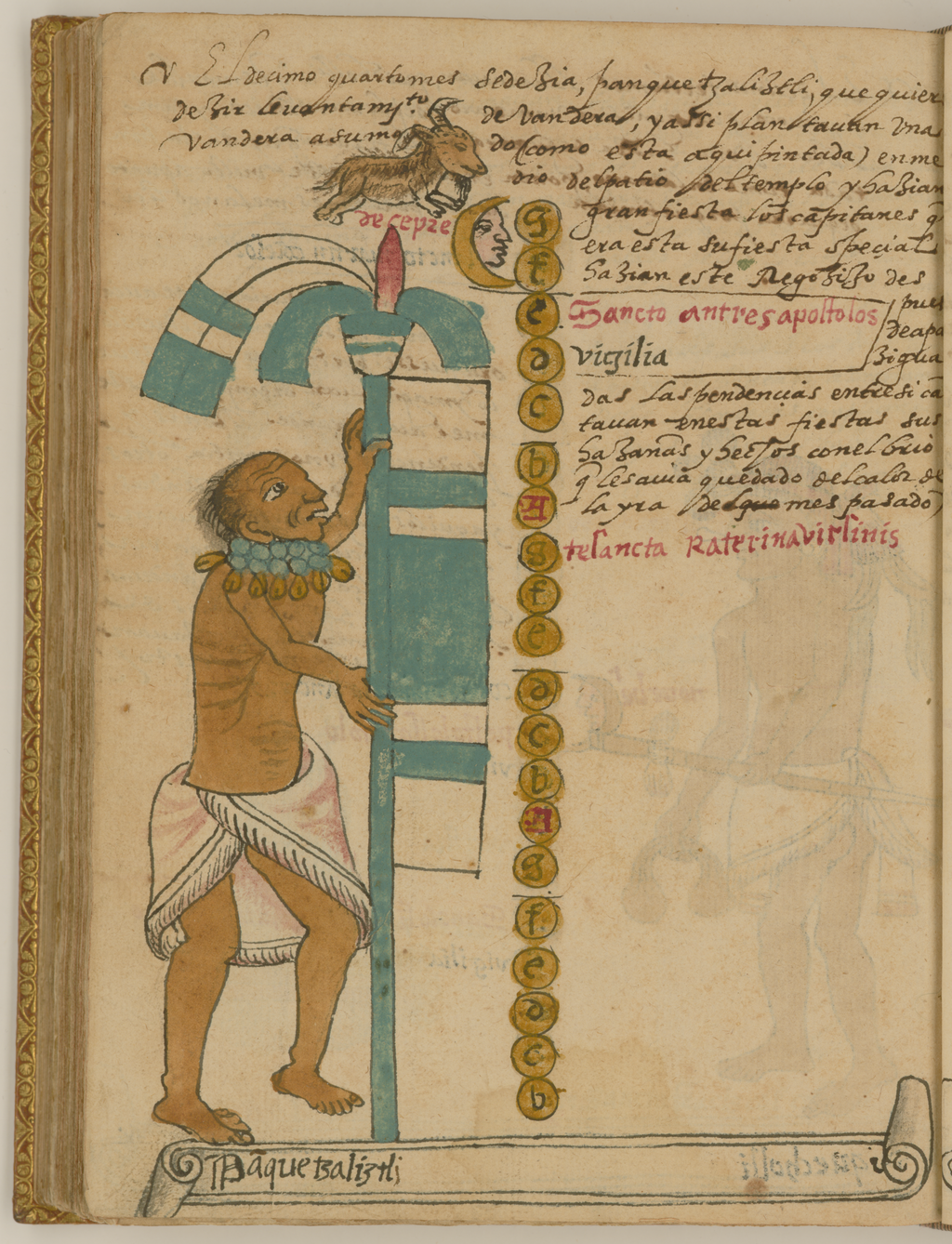
Изображение Панкецалистли в Кодексе Товара

Календарь ацтеков состоял из двух циклов: шиупоуалли (аст. xiuhpohualli, что значит «счёт лет», соответствует хаабу у майя) и ритуального 260-дневного тональпоуалли (аст. tonalpohualli, что значит «счёт дней» или «счёт судеб», соответствует цолькину у майя). Шиупоуалли и тональпоуалли совпадали каждые 52 года, образуя так называемый «век», называвшийся «Новым Огнём». Ацтеки верили, что в конце каждого такого 52-летнего цикла миру угрожает опасность быть уничтоженным, поэтому начало нового ознаменовывалось особыми торжествами. Сто «веков», в свою очередь, составляли 5200-летнюю эру, называвшуюся «Солнцем».
365-дневный шиупоуалли состоял из 18 двадцатидневных «месяцев» (или veintenas) плюс дополнительные 5 дней в конце года. В некоторых описаниях календаря ацтеков говорится, что он также включал високосный год, который позволял календарному циклу оставаться в соответствии с одними и теми же аграрными циклами из года в год. Однако в других описаниях говорится, что високосный год был неизвестен ацтекам, и что соотношение месяцев и астрономического года со временем менялось.

## Праздник
Панкецалистли был главным праздником Уицилопочтли. Его жрецы начинали приготовления к этому торжеству за сорок дней. Связанный с праздником миф относится к обстоятельствам рождения Уицилопочтли.
Когда Коатликуэ зачала Уицилопочтли от покрытого перьями шара, лунная богиня Койольшауки и её младшие братья Сенцонуицнауа (боги южных звёзд, четыреста сыновей Коатликуэ) рассердились на мать за то, что та их опозорила. Они решили убить Коатликуэ и отправились за ней на гору Коатепек. Однако среди четырёхсот братьев оказался один по имени Куауитликак, который все время сообщал неродившемуся Уицилопочтли о том, что говорили и где находились его злые братья и возглавлявшая их сестра. В тот миг, когда Сенцонуицнауа подошли, готовые совершить матереубийство, родился Уицилопочтли, схватил оружие и погнался за старшими братьями. Они не могли защититься от него и молили брата не преследовать их, но Уицилопочтли убил почти всех. Те же, кому удалось выжить, убежали в Уицламп — Долину колючек, а Уицилопочтли завладел оружием Сенцонуицнауа.
Праздник проводился в Темпло-Майор. По всему Теночтитлану были подняты знамёна; дома и плодовые деревья украшались бумажными флагами. Празднование начиналось с массовых шествий по улицам. В этот месяц в жертву Уицилопочтли приносили очень много пленных воинов, причём те, кто их захватил, должны были поститься в течение пяти дней, прежде чем их пленники будут принесены в жертву. Те, кого приносили в жертву, перед смертью должны были танцевать и петь для своих похитителей, ритуально изображая радость от возможности угодить Уицилопочтли.
Ритуал почитания верховного бога состоял из следующих частей: 1) процессия рабов, предназначенных для жертвоприношения, проходила по городу в память о странствовании ацтеков; 2) проводилось сражение между двумя группами рабов, одна из которых представляла Сенцонуицнауа; 3) пленники обходили храм подобно тому, как Сенцонуицнауа убегали вокруг горы Коатепек, преследуемые своим разгневанным братом; 4) оружие Уицилопочтли — огненная змея Шиукоатль — было представлено в виде факелов и сделанной из бумаги змеиной головы и хвоста, в пасть змеи были вставлены красные перья, которые символизировали вырывающийся огонь; 5) после жертвоприношения рабов и пленников их тела сбрасывались с храмовой лестницы, подобно тому, как Уицилопочтли сбросил Койольшауки с горы.
Проводилась спортивная гонка Ipaina Huitzilopochtli (Скорость Уицилопочтли), в которой мальчики соревновались друг с другом за звание самого быстрого. Подробное описание ipaina Huitzilopochtli дается в книге Макса Харриса «Aztecs, Moors, and Christians: festivals of reconquest in Mexico and Spain». На заре десятого дня месяца Панкецалистли (кульминации торжеств, посвященных Уицилопочтли), жрец-имперсонатор, несущий «маленькое изображение» Пайналя, ишиптлатли Уицилопочтли, сделанное из теста, покидал Темпло-Майор и направлялся на площадку для священной игры в мяч (teotlachco), где приносил в жертву четырёх пленников. После этого в течение двух-четырёх часов имперсонатор Пайналя, сопровождаемый большой толпой, под аккомпанемент барабанов и труб, совершал своего рода «марафонский забег» по Теночтитлану, пробегая под арками, украшенными цветами, перьями и бумажными флажками. Время от времени он останавливался, чтобы принести в жертву очередного пленника. Сделав круг по городу, процессия, наконец, возвращалась обратно в священный квартал, где участники церемониального сражения (другой важной части торжеств) при приближении Пайналя обращались в бегство подобно тому, как Сенцонуицнауа были обращены в бегство Уицилопочтли. Таким образом, Пайналь воплощал «ужасающую скорость Уицилопочтли», которого «никто не мог схватить, никто не мог взять в плен». В финале торжеств жрец-имперсонатор Пайналя принимал участие в массовом жертвоприношении на Великой Пирамиде.
Частью обрядов было ритуальное опьянение. Завершалось празднество поеданием статуи Уицилопочтли, сделанной из теста.